# 3189 Penza
3189 Penza è un asteroide della fascia principale. Scoperto nel 1978, presenta un'orbita caratterizzata da un semiasse maggiore pari a 3,0989132 UA e da un'eccentricità di 0,1961459, inclinata di 8,22330° rispetto all'eclittica.
L'asteroide è dedicato alla città russa di Penza.